# Pantlingia
Pantlingia là một chi thực vật có hoa trong họ Orchidaceae.